# 로렌스 언홀트
로렌스 언홀트(Laurence Anholt, 1959년 8월 4일 ~ )는 영국 잉글랜드의 아동 문학 작가 겸 일러스트레이터이다.

## 이력
1982년 아동 문학 작가 겸 삽화미술가로 첫 등단하였다.

## 대표작

### 일러스트 동화
- 《Camille and the sunflowers》